# Nuova Era (partito politico)
Nuova Era (in lettone: Jaunais laiks - JL) è stato un partito politico lettone di orientamento conservatore operativo dal 2002 al 2011, quando è confluito in un nuovo soggetto politico denominato Unità.

## Storia
Il partito fu fondato il 2 febbraio 2002 da Einars Repše, politico e banchiere centrale. La maggior parte dei candidati delle prime elezioni erano privi di esperienza politica.
La prima campagna elettorale di Nuova Era, in vista delle elezioni legislative del 2002, fu imperniata sulla lotta alla corruzione e all'evasione fiscale. Alle elezioni il partito fu premiato con il 23,9% dei voti e 26 dei 100 seggi nel Parlamento lettone, tanto da diventare il primo partito del Paese. Repše divenne primo ministro in un governo quadripartito che si dimise a gennaio 2004.
Nuova Era stette all'opposizione sino a ottobre dello stesso anno, quando contribuì alla formazione di un nuovo governo guidato da Aigars Kalvītis del Partito Popolare. Dopo il coinvolgimento del Primo Partito di Lettonia, pure in maggioranza, nello scandalo della compravendita di voti alle elezioni municipali di Jūrmala, il 12 aprile 2006 Nuova Era lasciò la coalizione.
Alle elezioni parlamentari di ottobre 2006, il partito ottenne 18 seggi che lo resero il più grande partito di opposizione del Paese. Coinvolto in una serie di scandali, Repše perse buona parte della sua popolarità. A marzo 2007 alla guida del partito fu affiancato da Arturs Krišjānis Kariņš, nato negli Stati Uniti da una famiglia di origine lettone. Successivamente a una scissione, che portò alla formazione di Unione Civica, divennero leader del partito Solvita Āboltiņa e Artis Kampars, mentre Dzintars Zakis guidava il gruppo parlamentare.
A marzo 2009, l'ex ministro delle finanze Valdis Dombrovskis, membro di Nuova Era, divenne primo ministro di un governo quadripartito con orientamento di centro-destra. Il 6 agosto 2011, Nuova Era si sciolse e fondò insieme a Unione Civica e Società per un'Altra Politica un nuovo partito chiamato Unità.

## Risultati elettorali
| Elezione          | Voti    | %     | Seggi    |
| ----------------- | ------- | ----- | -------- |
| Parlamentari 2002 | 237.452 | 23,98 | 26 / 100 |
| Europee 2004      | 113.593 | 19,88 | 2 / 9    |
| Parlamentari 2006 | 148.602 | 16,48 | 18 / 100 |
| Europee 2009      | 52.751  | 6,79  | 1 / 8    |
| Parlamentari 2010 | 301.429 | 31,90 | 33 / 100 |
| 1.                |         |       |          |